# Chorągiew Maryi
Chorągiew Maryi – polskie czasopismo (miesięcznik) katolickie, które wydawane było w latach 1904–1939 w Tuchowie jako organ Sanktuarium maryjnego redemptorystów (1904–1925) oraz Arcybractwa Matki Bożej Nieustającej Pomocy (1926–1939).